# Spelaeogriphacea
Spelaeogriphacea zijn zeldzame peracaride kreeftachtigen, waarvan nog slechts vier soorten in drie geslachten zijn beschreven.

## Anatomie
Spelaeogriphacea zijn gekenmerkt door het bezit van een rostrum en een kort carapax. Verder hebben ze gesteelde ogen, tweetakkige eerste antennes en tweede antennes, en één paar maxillipeden. Het pereon draagt zeven paar eenvoudige pereopoden, het pleon bezit vier paar pleopoden die als zwempoten functioneren. De staartwaaier bestaat uit een paar uropoden en een telson, die beiden goed ontwikkeld zijn.

## Ecologie
Twee van de vier bekende soorten (S. lepiops en P. brasiliensis) zijn stygobionten, respectievelijk uit Zuid-Afrika en Brazilië, en de andere twee soorten (Mangkurtu spp.) zijn enkel gevonden in West-Australische aquifers. Het verspreidingspatroon van de Spelaeogriphacea (drie continenten) geeft een indicatie over de ouderdom van de groep.
Er is weinig geweten over de levenswijze van deze kleine kreeftachtigen—ze worden niet langer dan 1 cm—, maar men veronderstelt dat ze zich met detritus voeden.

## Systematiek
De vier bekende soorten behoren allen tot de enige familie:
- Spelaeogriphidae
  - Spelaeogriphus lepiops Gordon, 1957 (Tafelberg, Zuid-Afrika)
  - Potiicoara brasiliensis Pires, 1987 (Bodoquena gebergte, Brazilië)
  - Mangkurtu mityula Poore & Humphries, 1998 (Pilbara regio, West Australië)
  - Mangkurtu kutjarra Poore & Humphreys, 2003 (Pilbara regio, West Australië)